# Aeródromo Los Oteros
Actualización 2020
El Aeródromo Los Oteros - Rogelio Fernández es un aeródromo privado que se encuentra en el término municipal de Pajares de los Oteros (León) y a 4 km de Valencia de Don Juan.
Ocupa una superficie de 225.000 m² y dispone de una área operativa de aterrizaje de 1287 m por 80 m, con una pista asfaltada de 1150 m de largo por 24 m de ancho. 
Construido entre 2014 y 2015, se inauguró el 10 de octubre de 2015 convirtiéndose en el mayor aeródromo privado de España.
Recientemente ha cambiado de dirección. Actualmente dispone de servicios de aparcamiento, restaurante para eventos y hangares.

El horario de apertura es de 9:00h a 19:00h.
Toda la información aeronáutica se puede encontrar actualizada en la ficha LEOS de la guía ENAIRE.

Coordenadas 42 19.983 N/05 27.117 W
Radio 123.50 MHz.
Elevación 2.627 pies / 801 metros
Pista de 1212 x 22 metros, asfaltada
Orientación 26/08.
4 hangares en la fase 1, y un proyecto final de 20, con capacidad total para 240 aeronaves.
Plataforma para 250 aeronaves.
Edificio terminal de 600 m² con oficinas, vestuarios, zona de descanso, y 2 aulas con capacidad para 90 personas.
LLEGADAS
Todas las aeronaves con destino LOS OTEROS establecerán CONTACTO RADIO en la frecuencia
123,500 MHz, 5 minutos antes de la llegada a los puntos de notificación.
https://aeródromolosoteros.com/